# Uaithne
Uaithne – w iryjskiej mitologii była zaczarowaną harfą boga Dagdy. Harfa została ukradziona przez Fomoraigów, jednak kiedy Dagda dowiedział się o miejscu jej przechowywania wezwał ją do siebie. Harfa oswobodziła się sama zabijając dziewięciu pilnujących jej Fomoraigów, po czym zagrała hymn pochwalny ku czci Dagdy. Imię Uaithne nosił także harfiarz Dagdy.